# Suzette Duflo
Pour les articles homonymes, voir Duflo.
Ne doit pas être confondu avec Suzy Duflo.
Suzette Duflo, née Suzanne Degremont le 22 juillet 1910 à Le Cateau-Cambrésis et morte le 2 juillet 1983 à Paris, est une militante sociale protestante. Elle est présidente du Mouvement Jeunes Femmes de 1949 à 1956 et des Unions chrétiennes de jeunes filles de 1956 à 1961.

## Biographie
Suzette Degremont naît au Cateau le 22 juillet 1910, fille d'Émile Degremont, industriel, et de Jeanne-Charlotte Goguel. Elle est membre des UCJF. Elle passe un baccalauréat philosophie puis commence une licence de philosophie à Paris. Elle loge au Foyer international des étudiantes protestantes, boulevard Saint-Michel à Paris et s'engage à la Fédération française des associations chrétiennes d'étudiants, la « Fédé ». Elle poursuit ses études à l’école de surintendantes d’usines à Paris de 1932 à 1934, puis elle se marie avec Pierre Duflo en 1934. Le couple s'installe dans le Nord, puis à Saint-Cloud, ils ont quatre enfants.
Pendant la Seconde Guerre mondiale, Suzette Duflo est équipière à la Cimade, une association fondée par les mouvements de jeunesse protestants français (Union chrétienne des jeunes gens, des jeunes filles, Éclaireurs unionistes de France, Fédération française des éclaireuses et la « Fédé »), qui vient en aide aux réfugiés dans les camps de concentration, et sauve des juifs de la Shoah.
Après la guerre, Suzette Duflo participe, avec Francine Dumas et Jeanne Lebrun, à la création de l'Association des groupes jeunes femmes, qui devient en 1949 le mouvement Jeunes Femmes. Elle en est élue présidente et conserve cette fonction jusqu'en 1966. Le mouvement Jeunes Femmes s'engage en faveur du contrôle des naissances dès 1955 et, en 1957, une déléguée du mouvement devient membre du conseil d'administration de Maternité heureuse. Suzette Duflo quant à elle est nommée membre d'honneur du Mouvement français pour le planning familial. Elle représente également le mouvement Jeunes Femmes au Conseil national des femmes françaises.
Elle est élue membre du conseil de la Fédération protestante de France en 1961, et membre du bureau du conseil en 1963. Elle est à l'origine, en 1967, de la création de la commission d'éthique sexuelle et familiale au sein de la Fédération protestante de France. Elle est membre de la commission des ministères de l'Église réformée de France, seule femme membre, de 1968 à 1977.
Suzette Duflo meurt le 2 juillet 1983 à Paris, un culte d'action de grâce a lieu le 9 juillet en l'église réformée du Luxembourg.